# Escola de Belas-Artes da Universidade Federal de Minas Gerais
A Escola de Belas-Artes (EBA) da Universidade Federal de Minas Gerais é uma unidade acadêmica localizada dentro do campus Pampulha da universidade. Foi criada em 05 de abril de 1957, inicialmente, sob a forma de Curso de Arte na Escola de Arquitetura da UFMG. Posteriormente, foi transformada em Unidade Acadêmica que se integrou ao sistema de Ensino Superior da Universidade por meio do Plano de Reestruturação da Universidade Federal de Minas Gerais, aprovado pelo Decreto-Lei nº 62.317, de 28 de fevereiro de 1968.
A Escola possui cerca de 115 professores, alocados em três departamentos acadêmicos: Departamento de Artes Plásticas, Departamento de Desenho, e Departamento de Fotografia, Teatro e Cinema. Além da atuação no ensino de graduação e pós-graduação, seus docentes realizam projetos de extensão acadêmica e pesquisas diversas na área de Arte.
Na EBA são lecionados integralmente seis cursos de graduação, e três cursos de pós-graduação na área de Arte, além de dois cursos de graduação em parceria com outras unidades acadêmicas da UFMG:

## Graduação
Cursos oferecidos integralmente pela EBA:
- Artes Visuais com bacharelados em Artes Gráficas, Desenho, Escultura , Gravura, Pintura, e uma Licenciatura;
- Cinema de Animação e Artes Digitais;
- Conservação e Restauração de Bens Culturais Móveis;
- Dança;
- Design de Moda;
- Teatro.

Cursos interunidades, oferecidos em parceria com outras unidades acadêmicas da UFMG:
- Design: Parceria Escola de Belas Artes e Escola de Arquitetura da UFMG;
- Museologia: Parceria Escola de Belas Artes e Escola de Ciência da Informação da UFMG.

## Pós-graduação
Na Escola de Belas Artes são oferecidos cursos de pós-graduação lato sensu e stricto sensu. O Programa de Pós-graduação em Artes da EBA, em meados de 2016, é classificado com o nível 5 pela Capes, órgão do Ministério da Educação. São oferecidos os seguintes cursos de pós-graduação:
- Especialização em Ensino de Artes Visuais - Modalidade a distância (EaD);
- Mestrado Profissional em Artes – PROF-ARTES, voltado a professores da Educação Básica brasileira;
- Mestrado e Doutorado Acadêmico em Artes, com seis linhas de pesquisa:
  1. Artes da Cena;
  2. Artes e Experiência Interartes na Educação;
  3. Cinema;
  4. Artes Plásticas, Visuais e Interartes: Manifestações Artísticas e suas Perspectivas Históricas, Teóricas e Críticas;
  5. Preservação do Patrimônio Cultural;
  6. Poéticas Tecnológicas

## Ex-alunos destaque
- Ana Maria Tavares
- Cinthia Marcelle
- Jonas Bloch
- Mabe Bethônico
- Paulo Nazareth
- Rivane Neuenschwander